# Climax Entertainment
Climax Entertainment – japoński producent gier komputerowych powstały w 1990 roku w Tokio. Climax zaczął tworzyć gry w erze 16-bitowej. W 32-bitowej erze część pracowników opuściła firmę i założyła Matrix Software.

## Gry stworzone przez Climax Entertainment
- 1991 – Shining in the Darkness (Mega Drive / Genesis)
- 1992 – Shining Force (Mega Drive / Genesis)
- 1992 – Landstalker (Mega Drive / Genesis)
- 1993 – Shining Force II (Mega Drive / Genesis)
- 1995 – Ladystalker (SNES)
- 1996 – Dark Savior (Saturn)
- 1997 – Felony 11-79 (PlayStation)
- 1998 – San Francisco Rush (PlayStation)
- 1999 – Blue Stinger (Dreamcast)
- 1999 – Time Stalkers (Dreamcast)
- 1999 – Runabout-2 (PlayStation)
- 2000 – Battlezone: Rise of the Black Dogs (Nintendo 64)
- 2000 – Super Runabout (Dreamcast)
- 2000 – Virtua Athlete 2K (Dreamcast)
- 2000 – Power Rangers Lightspeed Rescue (PlayStation)
- 2000 – AirForce Delta (Game Boy Color)
- 2001 – Illbleed (Dreamcast)
- 2001 – Super Runabout San Francisco Edition (Dreamcast)
- 2001 – Robot Wars: Arena of Destruction (PC)
- 2001 – Power Rangers Time Force (PlayStation)
- 2002 – Runabout 3: Neo Age (PlayStation 2)
- 2002 – Rally Fusion: Race of Champions (PlayStation 2, Xbox)
- 2004 – Serious Sam: Next Encounter (GameCube, PlayStation 2)
- 2004 – I Love Baseball (PlayStation 2)
- 2004 – Shining Force (Game Boy Advance)
- 2005 – Key of Heaven (PlayStation Portable)
- 2006 – Sodate! Mushiking (Mobil)
- 2006 – Tenchi no Mon 2: Busouden (PlayStation Portable)
- 2006 – Ore no Dungeon (PlayStation Portable)
- 2007 – Silent Hill Origins (PlayStation Portable, 2008 – PlayStation 2)
- 2007 – Shining in the Darkness (Wii)
- 2007 – Landstalker (Wii)
- 2007 – Vision and Listening to the Brain feels Crossword Heaven (PlayStation Portable)
- 2007 – Dinosaur King (Nintendo DS)
- 2008 – Miburi and Teburi (Wii)
- 2008 – Steal Princess (Nintendo DS)
- 2009 – Hottarake no Shima: Kanata to Nijiiro no Kagami (Nintendo DS)
- 2009 – Element Hunter (Nintendo DS)
- 2009 – Silent Hill Homecoming (Playstation 3, Xbox 360, PC)
- 2009 – Silent Hill Shattered Memories (Wii, Playstation 2, Playstation Portable)